# Jeroen Simons
Pour les articles homonymes, voir Simons.
Jeroen Simons est un musicien néerlandais né le 25 février 1978. Il est connu pour avoir été le batteur du groupe Epica jusqu'en 2006.